# Aクラス・Bクラス
Aクラス・Bクラスとは、日本プロ野球において、シーズン順位の上位と下位を格付けしたものである。
シーズン順位の上位がAクラス、下位がBクラスとなる。1936年はAクラスの2球団（優勝は東京巨人軍、2位は大阪タイガース）だけであり、Bクラスの格付けが始まったのは1937年の春からである（同年に後楽園イーグルスが、翌38年に南海軍が結成）。
Aクラスになった球団はクライマックスシリーズへの出場権を獲得する（2007年〜）。また、セントラル・リーグでは翌々年、パシフィック・リーグでは3年後の開幕戦をホームで行う権利が得られる。ただし、阪神甲子園球場に関しては4月上旬まで選抜高等学校野球大会を開催しているため日本プロ野球を開催できない。そのため、同球場を専用球場としている阪神タイガースは京セラドーム大阪で開幕戦を代替開催するケースがあり、かつては選抜高等学校野球大会の関係で開幕戦の権利を返上したケースもあった（阪神タイガース#主催ゲームの開幕戦を参照。）。
なお、A・B以外の区分（CやD）は存在しないが、セ・パ交流戦の順位で9位から最下位を示すときにCクラスが使われることがある。

## Aクラス・Bクラスの順位（1937年の春以降）
- 9球団（1リーグ時代・1938年の秋〜1940年）Aクラス=優勝〜4位、Bクラス=5位〜9位
- 8球団（1リーグ時代・1937年の春〜1938年の春、1941年〜1943年、1946年〜1949年、セ・リーグ・1950年、パ・リーグ・1954年〜1956年）Aクラス=優勝〜4位、Bクラス=5位〜8位
- 7球団（セ・リーグ・1951年〜1952年、パ・リーグ・1950年〜1953年、1957年）Aクラス=優勝〜3位、Bクラス=4位〜7位
- 6球団（1リーグ時代・1944年、セ・リーグ・1953年〜現在、パ・リーグ・1958年〜現在）Aクラス=優勝〜3位、Bクラス=4位〜6位

## Aクラス・Bクラスの主要記録
- 連続Aクラス入り最長記録
  - 西武ライオンズ 25年連続（1982年〜2006年）
- 連続Bクラス最長記録
  - 南海ホークス・福岡ダイエーホークス 20年連続（1978年〜1997年）
- 年代別で全てAクラス入りの球団
  - 1930年代[1] 巨人、タイガース
  - 1940年代[2] セネタース・翼[3]
  - 1950年代 巨人、阪神、中日、南海
  - 1960年代 なし
  - 1970年代 なし
  - 1980年代 巨人
  - 1990年代 オリックス、西武
  - 2000年代 なし
  - 2010年代 なし
- 年代別で全てBクラスの球団
  - 1930年代[1] 大東京・ライオン、南海[4]
  - 1940年代[2] 金鯱[3]、イーグルス・黒鷲・大和[5]、セネタース・東急・急映・東急[6]
  - 1950年代 大洋・洋松・大洋、広島、国鉄、西日本[7]、高橋・トンボ・高橋[8]
  - 1960年代 なし
  - 1970年代 なし
  - 1980年代 南海・ダイエー
  - 1990年代 なし
  - 2000年代 広島
  - 2010年代 なし